# Bernhauser Bank
Die Bernhauser Bank eG ist eine deutsche Genossenschaftsbank mit Sitz im Stadtteil Bernhausen in der baden-württembergischen Stadt Filderstadt im Landkreis Esslingen.

## Geschichte

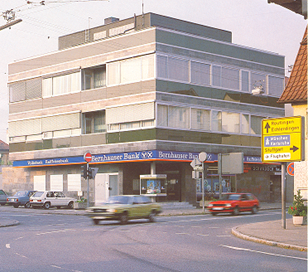
Bankgebäude 1985

Am 13. Juni 1908 gründeten 37 Bernhäuser Bürger den Bernhauser Darlehenskassenverein. Die damals 2000 Einwohner zählende Gemeinde Bernhausen hatte kein örtliches Bankinstitut, der neu gegründete Darlehenskassenverein sollte Abhilfe schaffen. Die erste Generalversammlung im Jahre 1909 zählte 109 Mitglieder. Das erste Geschäftsjahr erbrachte einen Reingewinn von 180,62 Mark. Die Bank hat sich bis heute ihre Eigenständigkeit bewahrt.
In der Bernhäuser Hauptstraße, an der Stelle der heutigen – inzwischen als Bernhauser Bank eG firmierend –   Bank, stand bereits 1965 ein für damalige Verhältnisse modernes Gebäude. Im Zuge der allgemeinen Erneuerung Bernhausens Ende der 1980er-Jahre/Anfang der 1990er-Jahre und dem Wechsel des Vorstands der Bank wurde das alte Gebäude vollständig kernsaniert und zum heutigen Bankhaus gestaltet.
2024 fusionierte die Bernhauser Bank eG mit der Scharnhauser Bank eG.

## Rechtsverhältnisse
Die Bernhauser Bank eG ist im Genossenschaftsregister beim Amtsgericht Stuttgart unter GnR 220067 eingetragen.

## Organisationsstruktur
Rechtsgrundlagen sind das Genossenschaftsgesetz und die durch die Vertreterversammlung beschlossene Satzung. Organe der Bank sind der Vorstand, der Aufsichtsrat und die Vertreterversammlung.
- Vorstand
  - Der Vorstand der Bernhauser Bank eG besteht aus drei Mitgliedern, die vom Aufsichtsrat bestellt wurden.[6]

- Aufsichtsrat
  - Der Aufsichtsrat besteht aus elf Mitgliedern und wird von der Vertreterversammlung gewählt. Er überwacht die Geschäftsführung des Vorstandes und kontrolliert die Geschäftsergebnisse.[6]

- Vertreterversammlung
  - Bei Genossenschaften mit mehr als 1500 Mitgliedern kann die Satzung bestimmen, dass die Mitglieder ihre Rechte in einer Vertreterversammlung wahrnehmen. Hierzu wählen die Mitglieder aus ihrer Mitte eine bestimmte Zahl von Personen, die ihre Interessen in der Vertreterversammlung vertreten. Bei der Vertreterwahl haben alle Mitglieder eine Stimme – unabhängig von der Anzahl der Geschäftsanteile. Die Vertreter werden grundsätzlich für vier Jahre gewählt.

## Sicherungseinrichtung
Die Bernhauser Bank eG ist der amtlich anerkannten Sicherungseinrichtung des Bundesverbandes der Deutschen Volksbanken und Raiffeisenbanken GmbH und der zusätzlichen freiwilligen Sicherungseinrichtung des Bundesverbandes der Deutschen Volksbanken und Raiffeisenbanken e.V. angeschlossen. Der gesetzliche Prüfungsverband ist der Baden-Württembergische Genossenschaftsverband e.V.

## Geschäftsausrichtung
Die Bernhauser Bank eG betreibt das Universalbankgeschäft. Im Verbundgeschäft arbeitet sie mit der DZ Bank, R+V Versicherung, Bausparkasse Schwäbisch Hall, Teambank, VR Smart Finanz, DZ Hyp und der Union Investment zusammen.

## Geschäftsgebiet
Das Geschäftsgebiet liegt im Westen des Landkreises Esslingen.
Neben der Geschäftsstelle am Hauptsitz der Bank, gibt es eine Zweigniederlassung in Scharnhausen.
Ebenfalls in Filderstadt mit sich angrenzendem Geschäftsgebiet ist die Volksbank Filder eG ansässig.